# Zitterbarth Mátyás
Ifj. Zitterbarth Mátyás (Pest, 1803. július 12.  – Pest, 1867. november 14.) magyar építész. Az Ausztriából Pestre települt építészcsalád legjelentősebb tagja, id. Zitterbarth Mátyás építész fia, Zitterbarth József testvére, Zitterbarth Henrik építész nagybátyja. A pesti klasszicista építészet egyik legjelentősebb mestere volt.

## Életpályája
1828-tól mintegy ötven műve ismert (ezek jelentős részét azóta lebontották). 1848. júniusától főszázados a pest-budai lovas nemzetőrségnél, szeptember 27-től címzetes őrnagy. Buda császári megszállása (1849. január – április) után ismét szolgálatba lépett: július 9-től a pesti gyalogos nemzetőrség ideiglenes főparancsnoka volt.
Később ismét építész, számos fővárosi középület építője, kivitelezést is vállalt, pl. a Citadella alapjainak munkáit vállalata végezte. A klasszicista formajegyeket pályája vége felé romantikus elemekkel ötvözte. 

## Művei

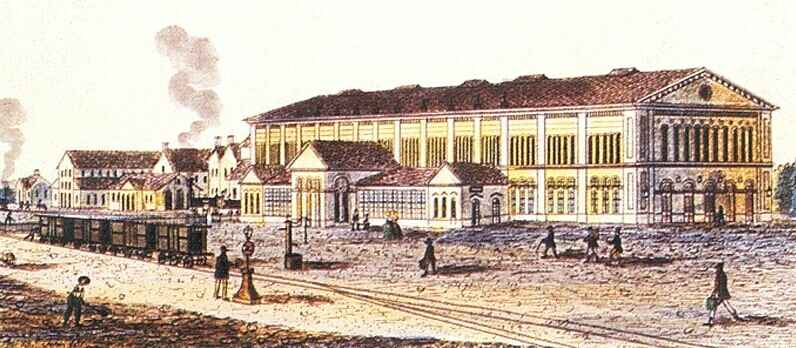
A Pesti indóház

- Pesti Magyar Színház (régi Nemzeti Színház, a mai Rákóczi út és Kiskörút sarkán, 1835–37, lebontva: 1913)
- a pesti Lövölde (Lövölde tér, 1839, lebontva)
- a Pesti vármegyeháza nyugati tömbje (1838–1841)
- a Vakok Intézete (1841–1842, lebontva: 1901, helyén épült a Zeneakadémia)
- a szegény gyermekek egykori pesti kórháza (a mai Szentkirályi u. 4., 1844–1845)
- a Pesti indóház (a mai Nyugati pályaudvarnál, 1845, lebontva: 1877 körül)
- a mai Arany János u. 16. lakóház (1846, romantikus elemekkel)
- a mai Bank u. 3. lakóház (1848, romantikus elemekkel)
- a mai Bajcsy-Zsilinszky út 22. alatti saját háza (ún. Zitterbarth-ház, 1859)
- Holitscher kastély (Csetény) átépítése (1852-60, az eredeti épült: 18. sz. eleje.)

## Emlékezete
- Portréja, Borsos József alkotása (1851) a Magyar Nemzeti Galériában található.